# Thomas Rüfner
Thomas Rüfner (* 20. März 1971 in Bonn) ist ein deutscher Rechtswissenschaftler und Spezialist für Römisches Recht.

## Leben
Als Abiturient am Vinzenz-Pallotti-Kolleg in Rheinbach bei Bonn nahm Thomas Rüfner am Certamen Carolinum in Aachen teil und wurde in die Studienstiftung des Deutschen Volkes aufgenommen. 1990 erhielt Rüfner das Abiturzeugnis und siegte beim 10. Certamen Ciceronianum Arpinas in Italien. Ab 1991 studierte er Rechtswissenschaft an den Universitäten zu Bonn und Tübingen, wo er 1996 das Erste Staatsexamen absolvierte. Anschließend ermöglichte ihm ein Promotionsstipendium der Studienstiftung einen einjährigen Forschungsaufenthalt in Graz und Rom. Während seines Referendariats am Landgericht Tübingen (1997–1999) erreichte Rüfner 1998 seine Promotion mit der Dissertation Vertretbare Sachen? Zur Geschichte der res, quae pondere numero mensura constant (erschienen Berlin 2000), die mit dem Fakultätspreis ausgezeichnet wurde.
Nach dem Zweiten Staatsexamen (1999) arbeitete Rüfner als Wissenschaftlicher Assistent bei Wolfgang Ernst in Tübingen und Bonn. 2004 habilitierte er sich mit der Schrift Gerichtsstand und Ladungszwang. Zum Verfahrensort beim römischen Formularprozeß. Im folgenden Jahr wurde er als Nachfolger von Hans Wieling an die Universität Trier berufen und zum W3-Professor ernannt. Gastdozenturen führten ihn 2006 und 2008 an das Deutsch-Chinesische Institut für Rechtswissenschaft in Nanjing. 2008 lehnte er einen Ruf an die Universität Göttingen ab und wurde im zweiten Hauptamt zum Richter am Oberlandesgericht Koblenz ernannt. In den Amtsperioden 2010/11 und 2013/14 war er Dekan, 2009/10, 2011/12 und 2012/13 Prodekan des juristischen Fachbereichs.

## Veröffentlichungen (Auswahl)
- Herausgeber mit Rolf Knütel, Okko Behrends, Berthold Kupisch, Hans Hermann Seiler und Sebastian Lohsse: Corpus iuris civilis: Text und Übersetzung. C.F. Müller Verlag, Heidelberg. 7 Publikationen (1990–2013).
- Herausgeber mit Ulrike Babusiaux, Christian Baldus, Wolfgang Ernst, Franz-Stefan Meissel und Johannes Platschek: Handbuch des Römischen Privatrechts. 3 Bände. Mohr Siebeck, Tübingen 2023. ISBN 978-3-161-52359-5. 
  - Band 1. §§ 1–58. [2023] – materielles Recht
  - Band 2. §§ 59–112. [2023] – Rechtsdurchsetzung
  - Band 3. Sachregister, Quellenregister, Literatur. [2023].
- Vertretbare Sachen? : Die Geschichte der res, quae pondere numero mensura constant. (zugleich Dissertation an der Universität Tübingen, 1998). Duncker & Humblot, Berlin 2000. ISBN 978-3-428-49688-4.